# Samir Muratović
Samir Muratović (Zvornik, 25 febbraio 1976) è un ex calciatore bosniaco, centrocampista.

## Palmarès
- Campionato austriaco: 2

Grazer AK: 2003-2004
Sturm Graz: 2010-2011
- Coppa d'Austria: 2

Grazer AK: 2003-2004
Sturm Graz: 2009-2010